# John Elphinstone
John Elphinstone, indicato erroneamente anche come John Elphinston (Sanday, 1722 – Londra, 28 febbraio 1785), è stato un ammiraglio inglese.
Ufficiale della marina britannica, lavorò a stretto contatto con la marina imperiale russa dal 1770, con l'approvazione dell'ammiragliato, guidando parte delle riforme volute dalla zarina Caterina II. Assieme allo scozzese Samuel Greig ed all'ammiraglio sir Charles Knowles, Elphinstone fu un membro dello staff navale del conte Aleksej Grigor'evič Orlov-Česmenskij il quale, mancando di adeguata esperienza navale, si affidò agli ammiragli inglesi per dare il via alle prime operazioni russe contro l'Impero ottomano.

## Biografia

### I primi anni e l'inizio della carriera
Nato a Lopness, presso l'isola di Sanday, nelle isole Orcadi, John era figlio di John Elphinstone e di sua moglie Anne Williams. Ancora giovanissimo aderì alla Royal Navy.
Venne promosso comandante della nave incendiaria HMS Salamander nel 1757, prestando servizio sotto il commodoro Richard Howe nella sua campagna del 1758 contro i porti francesi del Canale della Manica. Durante uno di questi attacchi venne catturato dai francesi.
Dopo il suo rilascio nel 1759 venne promosso capitano della HMS Eurus (20 cannoni) e prese parte alla presa di Quebec. Nel 1761 ottenne il comando della HMS Richmond sino alla sua cattura e successiva distruzione da parte della nave francese Félicité presso Scheveningen. Sul finire di quello stesso anno Elphinstone catturò due navi di pirati francesi. Nel 1762 la Richmond salpò verso le Indie Occidentali ed Elphinstone venne incaricato dei trasporti di servizio durante l'assedio dell'Avana. Nell'operazione catturò la nave spagnola Infanta (70 cannoni).
Alla fine del 1763 ottenne il comando della nave guardia HMS Firm di stanza a Plymouth, comandandola per i tre anni successivi.

### Al servizio della Russia

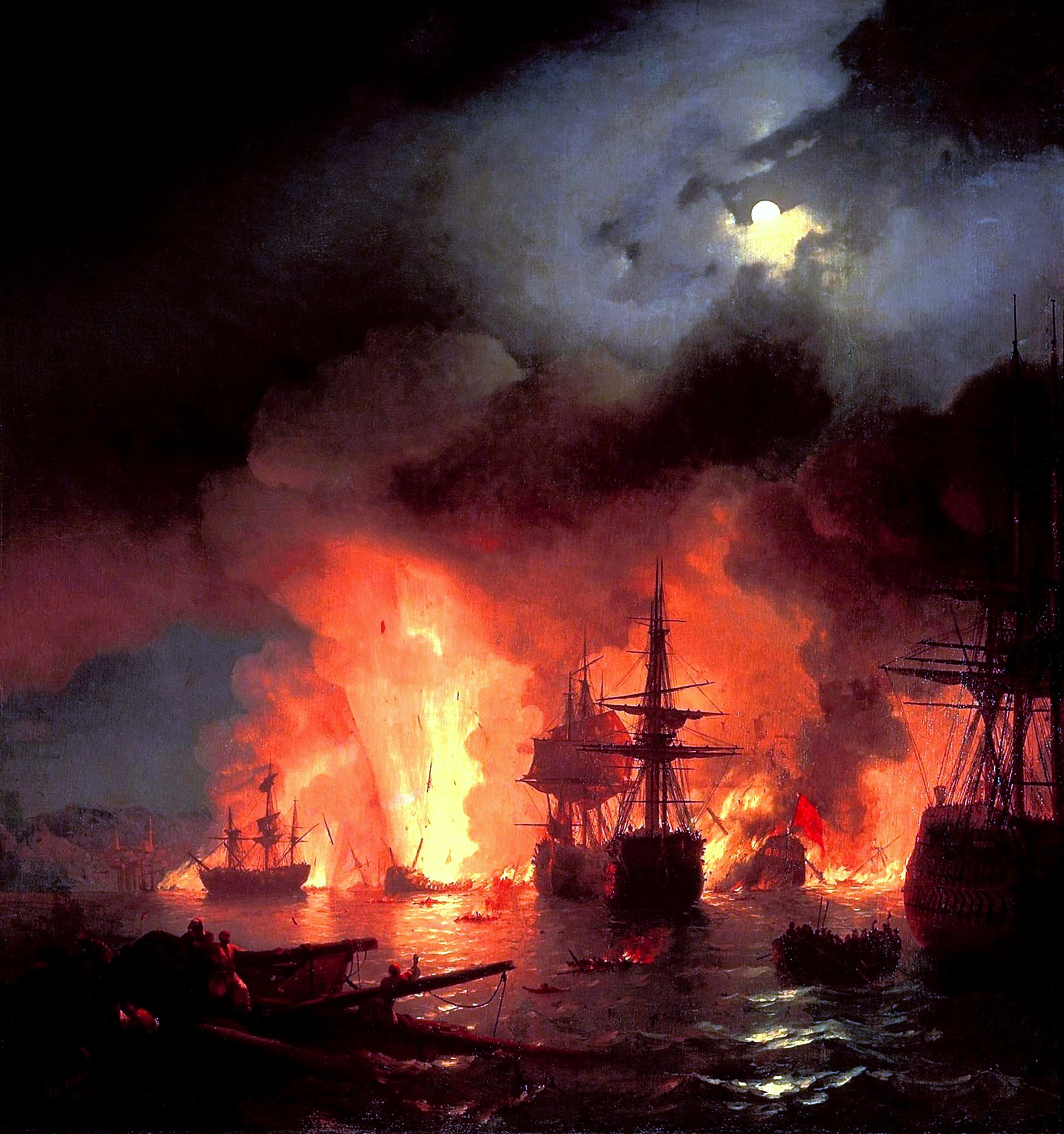
Scena della battaglia di Cesme

Caterina II di Russia, nel solco della sua volontà di riformare la Russia dell'epoca come già in precedenza aveva fatto Pietro il Grande, chiese al governo inglese di cui era alleata tramite l'ambasciatore britannico a San Pietroburgo, il tenente generale Charles Cathcart, IX lord Cathcart, se fosse stato possibile distaccare alcuni ammiragli per riformare la marina di stato russa.
Dall'estate del 1769 iniziarono a giungere dall'Inghilterra alcuni uomini d'esperienza, tra cui Elphinstone, recentemente promosso contrammiraglio, per andare a costituire un entourage adatto. Nel 1770 fu proprio Elphinstone a condurre uno squadrone dal Baltico al Mediterraneo per prendere parte alla guerra contro i turchi. Prese parte dapprima alla Battaglia di Nauplia (1770), poi a quella di Chio ed infine alla sconfitta della flotta ottomana nella battaglia di Cesme. Egli, ad ogni modo, non riuscì mai a legare coi suoi superiori della marina imperiale russa, ed in particolare col conte Aleksej Grigor'evič Orlov, il quale non sopportava che dei militari esterni fossero venuti in Russia ad insegnargli il mestiere. Elphinstone decise quindi di abbandonare il servizio alla Russia nel luglio del 1771.
John Elphinstone ritornò in patria e riprese servizio presso la Royal Navy, a bordo della HMS Magnificent (74 cannoni) e si imbarcò con l'ammiraglio Sir George Rodney per la campagna del 1779-80 nelle Indie occidentali, combattendo nella Battaglia di Capo San Vincenzo (1780).
Morì a Londra, nella sua abitazione di Broad Street, nel 1785.

## Matrimonio e figli
John Elphinstone sposò Amelia Warburton nel 1750, dalla quale ebbe sei figli maschi e quattro femmine, tra cui:
- John, capitano, morì nel 1801
- Samuel William, capitano al servizio della Russia, morì nel 1788
- Thomas, capitano di vascello, morì nel 1821
- Robert Phillip, capitano, morì nel 1822
- maggiore generale Sir Howard Elphinstone
- Anna-Charlotta-Maria, sposò il capitano Sir Francis John Hartwell